# Pinanga pilosa
Pinanga pilosa är en enhjärtbladig växtart som först beskrevs av Karl Ewald Maximilian Burret, och fick sitt nu gällande namn av John Dransfield. Pinanga pilosa ingår i släktet Pinanga och familjen Arecaceae. Inga underarter finns listade i Catalogue of Life.